# بخش شامکان
بخش شامکان
یکی از بخش‌های شهرستان ششتمد در استان خراسان رضوی ایران است که در ۲۱ اردیبهشت ۱۳۹۹ همزمان با ارتقا بخش ششتمد سبزوار به شهرستان از دهستان به بخش ارتقا یافته‌است. مردم این بخش به زبان فارسی خراسانی با گویش سبزواری صحبت می‌کنند.مردم این بخش شیعه مذهب هستند.

## تقسیمات کشوری
- شهرستان ششتمد
  - بخش مرکزی:
    - دهستان بیهق
    - دهستان تکاب کوه‌میش

  - بخش شامکان:
    - دهستان ربع شامات
    - دهستان شامکان

شهر : شامکان

## جمعیت
بنابر سرشماری مرکز آمار ایران، جمعیت بخش شامکان در سال ۱۳۹۵ برابر ۱۰۶۱۰ نفر بوده‌است.